# Serra do Cafezal
A serra do Cafezal é uma região serrana que faz parte do sistema serra do Mar, localizada entre os municípios de Juquitiba, na região metropolitana de São Paulo e Miracatu, na região do Vale do Ribeira, no estado de São Paulo, no Brasil. Também é conhecida popularmente como Serra do 90.

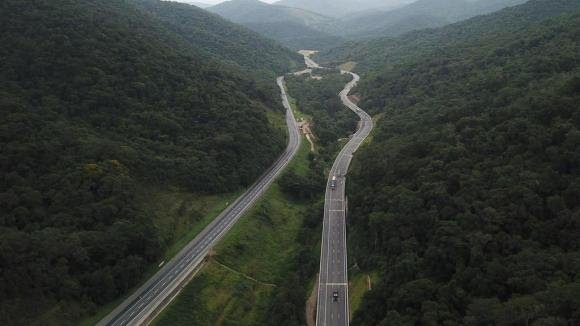
Trecho da Serra do Cafezal com a rodovia Régis Bittencourt.

## Características
A serra está localizada a aproximadamente 90 km ao sul da capital paulista e é dominada por imensos trechos de Mata Atlântica nativa preservada, o que faz o mesmo ter grande valor ambiental. Tem altitude de 1100 metros, extensão de aproximadamente 40 km e é percorrida pela Rodovia Régis Bittencourt. 
A rodovia BR 116 cruza a serra do km 336 ao km 369. O trecho ficou famoso por seus longos engarrafamentos e acidentes fatais, quando ainda era em pista simples de mão dupla, além do intenso tráfego de veículos pesados de carga, que correspondem até 60% do total . 
Em 2007 a rodovia foi concedida à iniciativa privada e a responsabilidade por duplicar o trecho na Serra do Cafezal passou a ser da concessionária Autopista Régis Bittencourt. 
Após longa negociação, a liberação do projeto pelo IBAMA foi conquistada, e entre 2010 e dezembro de 2017 a concessionária completou as obras de duplicação de todo o trecho da serra.

## Nomenclatura
A serra leva este nome, pois na altura do km 348 da rodovia BR 116 (próximo ao restaurante do Japonês), localizava-se uma colônia de japoneses composta por famílias que vieram da região de Tupã, noroeste do estado de São Paulo. Eles mantinham uma serraria com o nome de Cafezal, pois na parte mais baixa daquele vale havia um pequeno cafezal, com cerca de 5000 pés de café Caturra. Os japoneses, até então, trabalhavam com as hortas, a serraria, e os cuidados com o cafezal.
O cafezal acabou dando nome ao bairro Cafezal, que hoje pertence ao município de Miracatu. Finalmente o convênio DNER/IME deu o nome de Serra do Cafezal ao lote rodoviário de aproximadamente 33 km.